# کهور درختچه‌ای
کهور درختچه‌ای یا کهور دره‌ای (نام علمی: Prosopis koelziana Burkil) نام یک گونه از سرده کهور است.
این گیاه از جمله درختچه‌های بومی جنوب ایران (از کرانه نوار استان‌های بوشهر، هرمزگان، سیستان و بلوچستان، تا حواشی کویر لوت در استان کرمان) نیز می‌باشد و در پهنه ماسه زارها در مقابل هجوم ماسه‌های روان مقاوم و بردبار است.

## نگارخانه

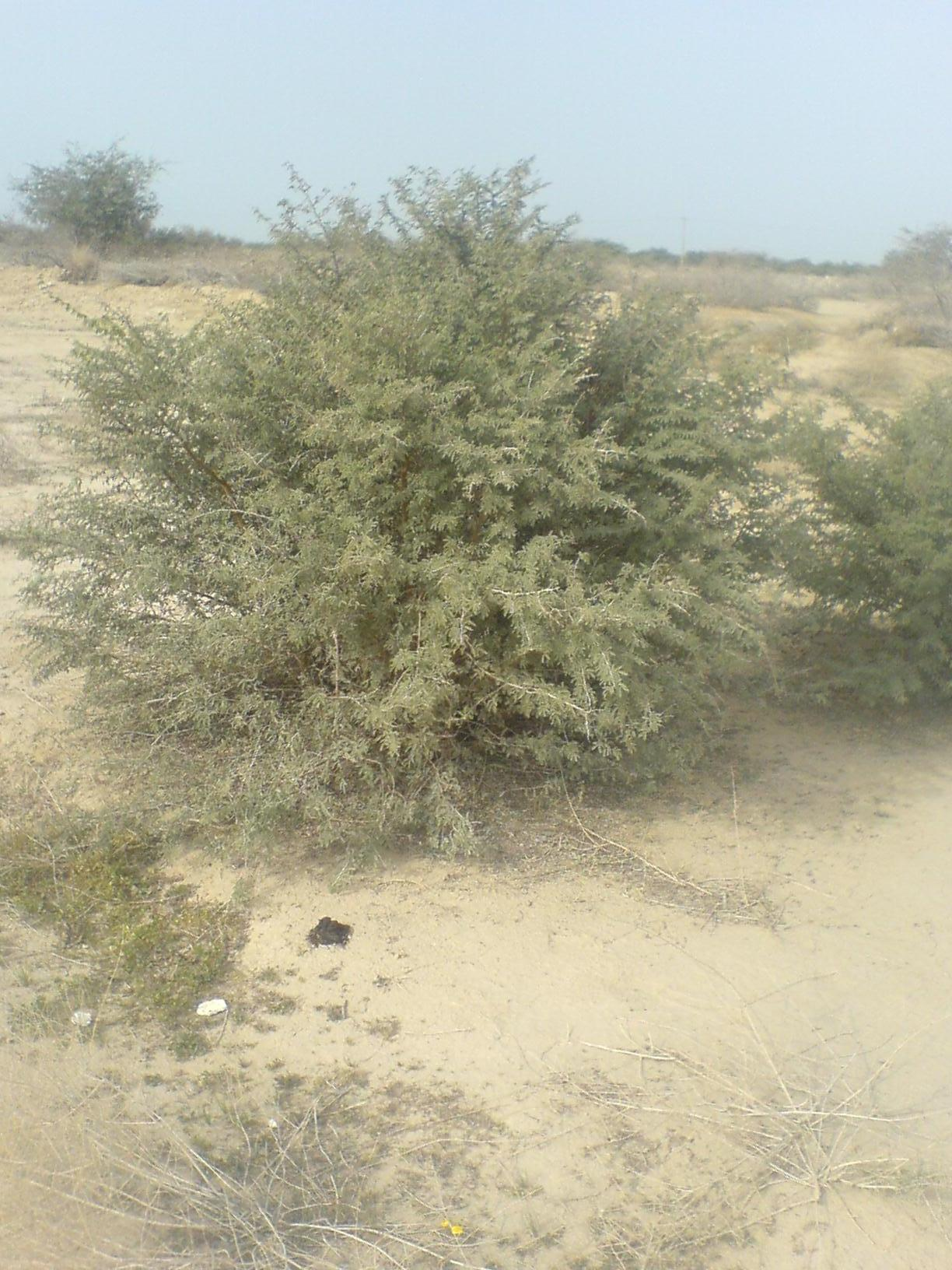
کهور درختچه‌ای (جنوب ایران)

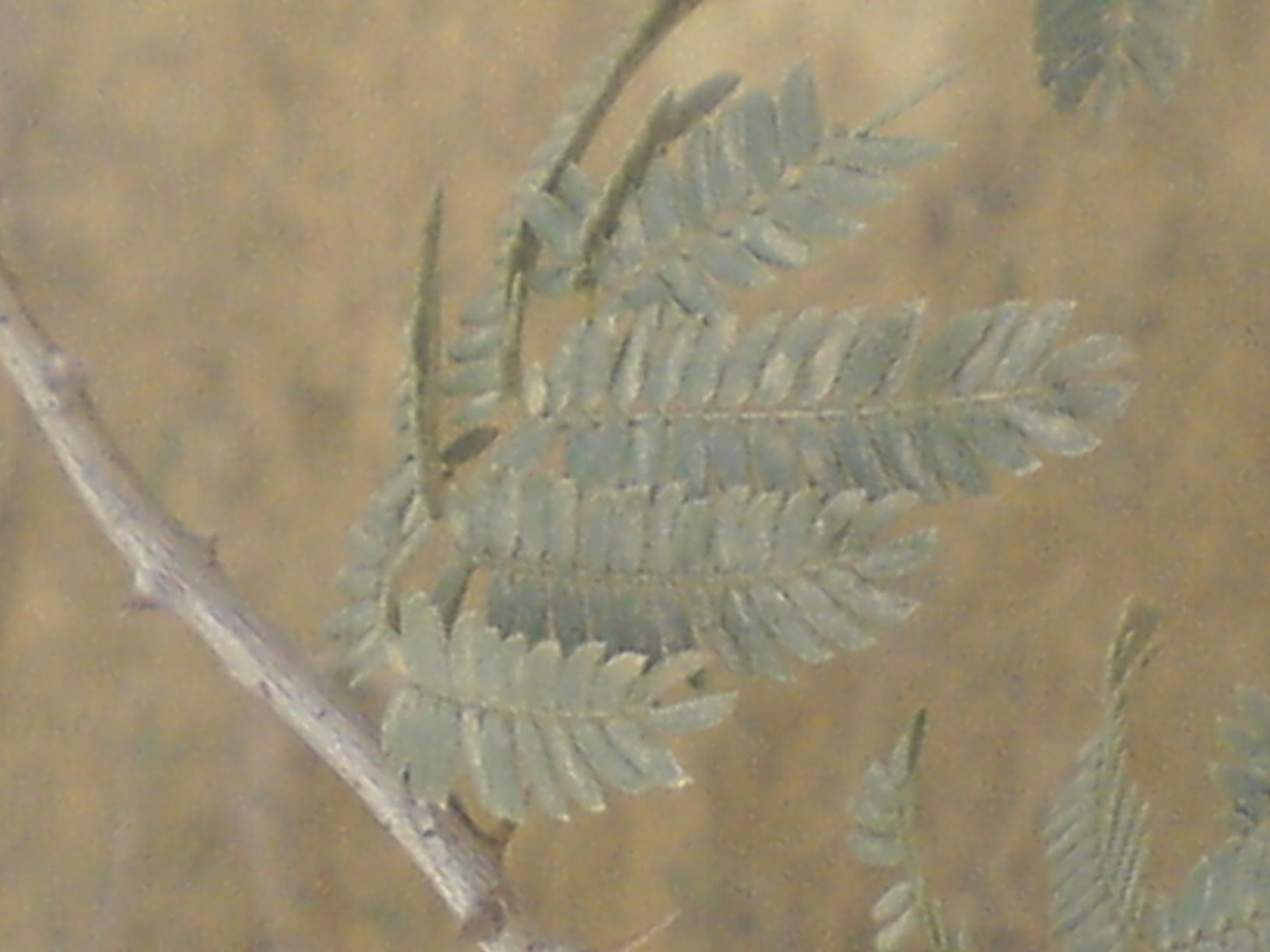
شاخه‌ای از کهور درختچه‌ای (جنوب ایران)